# Paso Mackinlay
Paso Mackinlay är ett sund i Argentina.   Det ligger i provinsen Eldslandet, i den södra delen av landet, 2 400 km söder om huvudstaden Buenos Aires.